# Piper sintenense
Piper sintenense là một loài thực vật có hoa trong họ Hồ tiêu. Loài này được Hatus. miêu tả khoa học đầu tiên năm 1935.